# باشگاه فوتبال ستاره سرخ بلگراد
ستاره سرخ بلگراد (به صربی: FK Crevena zvezda) یکی از تیم‌های فوتبال معروف صربستان است که هم‌اکنون در سوپر لیگ فوتبال صربستان بازی می‌کند. این تیم یکی از موفق‌ترین تیم‌های فوتبال جهان است. ستاره سرخ سابقه یک قهرمانی در لیگ قهرمانان اروپا در سال ۱۹۹۱ را دارد.

## هواداران

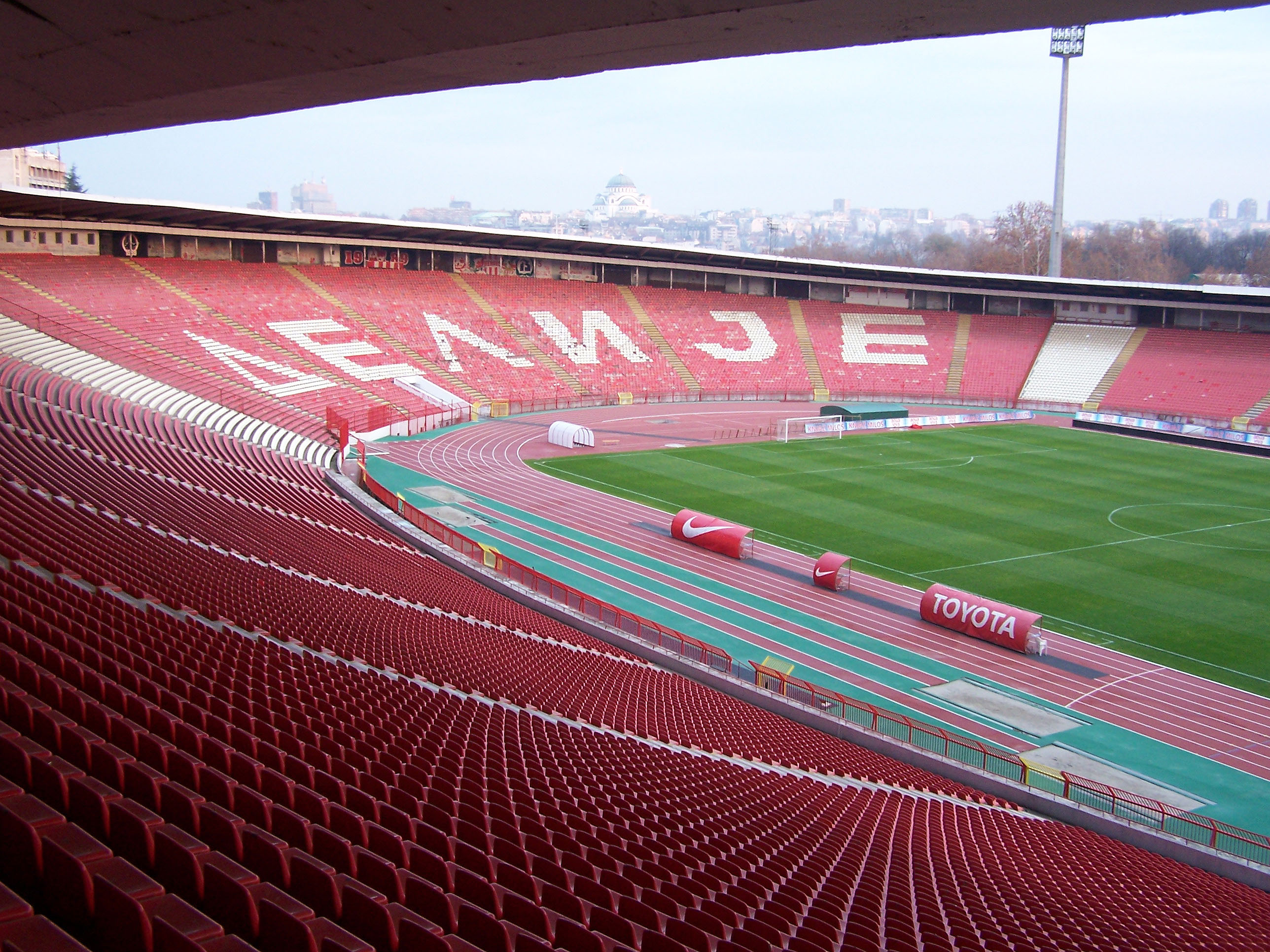
باشگاه ستاره سرخ

ستاره سرخ محبوب‌ترین باشگاه فوتبال در صربستان است. این باشگاه هواداران خود را در سراسر کشور، بلکه همچنین در سراسر جهان دارد، و این باشگاه را به نماد صربستان تبدیل می‌کند. گروه‌ های طرفداران در سراسر صربستان و جمهوری‌ های یوگسلاوی سابق گسترده هستند و این باشگاه دارای بالاترین رسانه‌های اجتماعی در میان تیم‌ های فوتبال یوگسلاوی سابق است. به‌طور سنتی، ستاره سرخ به عنوان باشگاه مردم نشان داده می‌شود، در حالی که همیشه از همه طبقات اجتماعی حمایت می‌کند، طرفداران آنها با هیچ گروه اجتماعی خاصی ارتباط ندارند. به دلیل محبوبیت گسترده این باشگاه، اکثر هواداران عموماً غیرسیاسی هستند، در حالی که اولترا های هاردکور از احساسات ملی گرایانه و راست گرایانه حمایت می‌کنند. طرفداران سازمان یافته ستاره سرخ به عنوان Delije شناخته می‌شوند، تقریباً در انگلیسی به عنوان "قهرمانان"، "شجاعان"، "هاردمن" یا "Studs" ترجمه می‌شوند. این اصطلاح از جمع شکل مفرد "Delija"، در صربی گرفته شده‌است. Delije از تمام شاخه‌ های جامعه چند ورزشه ستاره سرخ پشتیبانی می‌کند. آنها یکی از مشهور ترین گروه‌ های حامی در جهان هستند که به شور و تعصب مشهورند.

## تأسیس
انحلال دو باشگاه «SK ی «BSK بلگراد» هم زمینه را برای تأسیس تیم جدید در ۴ مارس ۱۹۴۵ فراهم کرد. همان گروه جوانانی که قصد تأسیس تیم جدید داشتند، به همراه بازیکنان SK یوگسلاویا تیم جدید را شکل دادند.

## اهداف کمونیستی
انحلال دو باشگاه «SK یوگسلاویا» و «BSK بلگراد» هم زمینه را برای تأسیس تیم جدید در ۴ مارس ۱۹۴۵ فراهم کرد. همان گروه جوانانی که قصد تأم جدید داشتند، به همراه بازیکنان SK یوگسلاوی تیم جدید را شکل دادند. تیمی که حتی ورزشگاه SK هم به آن تعلق گرفت. اما نام تیم هنوز مشخص نبود. بحث‌های زیادی صورت گرفت تا یک نام کمونیستی برای تیم انتخاب شود؛ نامهایی مثل ستاره آبی، ستاره مردم، لنین، استالین، پرولتار و… پیشنهاد شد اما سرانجام نام «ستاره سرخ» انتخاب شد.

### نشان‌واره
ستاره سرخ نماد کمونیسم بود و در پرچم بسیاری از کشورهای کمونیستی از جمله یوگسلاوی می‌شد ستاره ای پنج پَر را مشاهده کرد. در کشوری که قومهای مختلف و ناهمگون فقط به دلیل زور در کنار هم قرار گرفته بودند، ستاره سرخ بلگراد به سرعت بدل به نماد ملی‌گرایی قوم صرب شد. کم‌کم فراموش شد که رنگهای راه راه قرمز و سفید پیراهن این تیم از تیم SK به ارث رسیده‌است و این دو رنگ، به نماد ستاره سرخ تبدیل شد و وارد لوگوی باشگاه هم گردید. در ابتدا یک ستاره سرخ که از یک دایره بیرون آمده بود، لوگوی تیم بود. اما این علامت از سال ۱۹۵۰ جای خود را به یک سپر داد، سپری که خطی اُریب و طلایی، بخش‌های قرمز و سفیدش را جدا کرده بود و در مرکز آن، ستاره ای قرمز مشاهده می‌شد؛ قرمز با خطوطی طلایی که اضلاع ستاره را مشخص می‌کردند. درست به شکل ستاره مرکز پرچم یوگسلاوی.

## افتخارات و دستاوردها
ستاره سرخ با ۵۷ جام داخلی و ۴ جام بین‌المللی پر افتخارترین تیم صربستان و یوگسلاوی سابق است.

### Domestic competitions (57)
National Championships – 30 (record)
- People's Republic of Serbia League
  - Winners (1): 1945–46[۷]
- Yugoslav First League
  - Winners (19): 1951, 1952–53, 1955–56, 1956–57, 1958–59, 1959–60, 1963–64, 1967–68, 1968–69, 1969–70, 1972–73, 1976–77, 1979–80, 1980–81, 1983–84, 1987–88, 1989–90, 1990–91, 1991–92
- First League of Serbia and Montenegro
  - Winners (5): 1994–95, 1999–00, 2000–01, 2003–04, 2005–06
- سوپر لیگ فوتبال صربستان
  - Winners (5): 2006–07, 2013–14, 2015–16, 2017–18, 2018–19

National Cups – 24 (record)
- Yugoslav Cup
  - Winners (12): 1948, 1949, 1950, 1957–58, 1958–59, 1963–64, 1967–68, 1969–70, 1970–71, 1981–82, 1984–85, 1989–90
- Serbia and Montenegro Cup
  - Winners (9): 1992–93, 1994–95, 1995–96, 1996–97, 1998–99, 1999–00, 2001–02, 2003–04, 2005–06
- جام حذفی فوتبال صربستان
  - Winners (3): 2006–07, 2009–10, 2011–12

National Super Cups – 2 (record)
- Yugoslav Super Cup
  - Winners (2): 1969, 1971

National League Cup – 1
- Yugoslav League Cup
  - Winners (1): 1973[۸] uefa champions league- 1991